# Болдвін (Луїзіана)
Болдвін (англ. Baldwin) — місто (англ. town) в США, в окрузі Сент-Мері штату Луїзіана. Населення — 1762 особи (2020).

## Географія
Болдвін розташований за координатами 29°50′29″ пн. ш. 91°33′18″ зх. д. / 29.84139° пн. ш. 91.55500° зх. д. (29.841277, -91.554886).  За даними Бюро перепису населення США в 2010 році місто мало площу 8,36 км², з яких 8,33 км² — суходіл та 0,02 км² — водойми.

## Демографія
Згідно з переписом 2010 року, у місті мешкало 2436 осіб у 887 домогосподарствах у складі 643 родин. Густота населення становила 291 особа/км².  Було 964 помешкання (115/км²).
Расовий склад населення:
| - 66,3 % — чорних або афроамериканців - 30,0 % — білих - 1,1 % — корінних американців - 0,7 % — азіатів |

До двох чи більше рас належало 1,6 %. Частка іспаномовних становила 0,8 % від усіх жителів.
За віковим діапазоном населення розподілялося таким чином: 26,0 % — особи молодші 18 років, 60,8 % — особи у віці 18—64 років, 13,2 % — особи у віці 65 років та старші. Медіана віку мешканця становила 37,6 року. На 100 осіб жіночої статі у місті припадало 91,8 чоловіків;  на 100 жінок у віці від 18 років та старших — 89,6 чоловіків також старших 18 років.
Середній дохід на одне домашнє господарство  становив 46 503 долари США (медіана — 31 219), а середній дохід на одну сім'ю — 53 849 доларів (медіана — 34 773). Медіана доходів становила 60 714 долари для чоловіків та 30 833 долари для жінок. За межею бідності перебувало 33,1 % осіб, у тому числі 51,3 % дітей у віці до 18 років та 22,5 % осіб у віці 65 років та старших.
Цивільне працевлаштоване населення становило 802 особи. Основні галузі зайнятості: освіта, охорона здоров'я та соціальна допомога — 26,3 %, роздрібна торгівля — 14,6 %, мистецтво, розваги та відпочинок — 13,8 %.